# Cyrtodactylus sermowaiensis
Cyrtodactylus sermowaiensis là một loài thằn lằn trong họ Gekkonidae. Loài này được De Rooij mô tả khoa học đầu tiên năm 1915.